# Veliki Bukovec (żupania krapińsko-zagorska)
Veliki Bukovec – wieś w Chorwacji, w żupanii krapińsko-zagorskiej, w gminie Mače. W 2011 roku liczyła 314 mieszkańców.